# Syndroom van Pfeiffer
Het syndroom van Pfeiffer is een zeldzame aangeboren afwijking aan de schedel, waarbij de fontanellen van de pasgeborene te vroeg aan elkaar groeien. Het syndroom van Pfeiffer (niet te verwarren met de ziekte van Pfeiffer) kan samengaan met syndactylie (aan elkaar vastgegroeide vingers of tenen) en schisis. Het syndroom komt voor bij ongeveer 1 op de 100.000 pasgeborenen.
De aandoening werd in 1964 ontdekt door de Duitse geneticus Rudolf Arthur Pfeiffer.